# Formas de ancho medio y de ancho completo

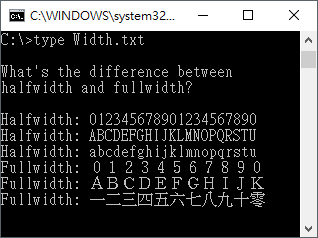
Diferencia entre ancho medio y ancho completo

Las formas de ancho medio y de ancho completo en Unicode son formas únicamente utilizadas en fuentes con muchos caracteres (como GNU Unifont, con más de 57000 caracteres), desde FF00 hasta FFEF (con 225 caracteres y algunos sin definir). También hay letras katakana de ancho medio y letras hangules. 66 de ellos caracteres de ancho completo son comunes, y están las flechas arriba abajo izquierda y derecha con el círculo blanco y el cuadrado negro de ancho medio, que también son comunes. Unicode afirmó que tendría que tener ligaduras para tener esas formas de ancho completo y de ancho medio, en casi todas las tipografías.

## Especiales
Luego de las formas de ancho completo y de ancho medio están los caracteres especiales que son:
U+FFF9 (ancla de anotación interlineal)
U+FFFA (separador de anotación interlineal)
U+FFFB (terminador de anotación interlineal)
U+FFFC (carácter de reemplazo de objeto)
U+FFFD (carácter de reemplazo)
Los últimos caracteres están sin definir, por lo que solo cinco están definidos y once no.